# Meisterschaft von Zürich

Logo des Rennens

Züri Metzgete 1977 bei Berg am Irchel, im Hintergrund die Kirche von Flaach

Züri Metzgete 1981: Duell zwischen Beat Breu und Henry Rinklin

Züri Metzgete 1981

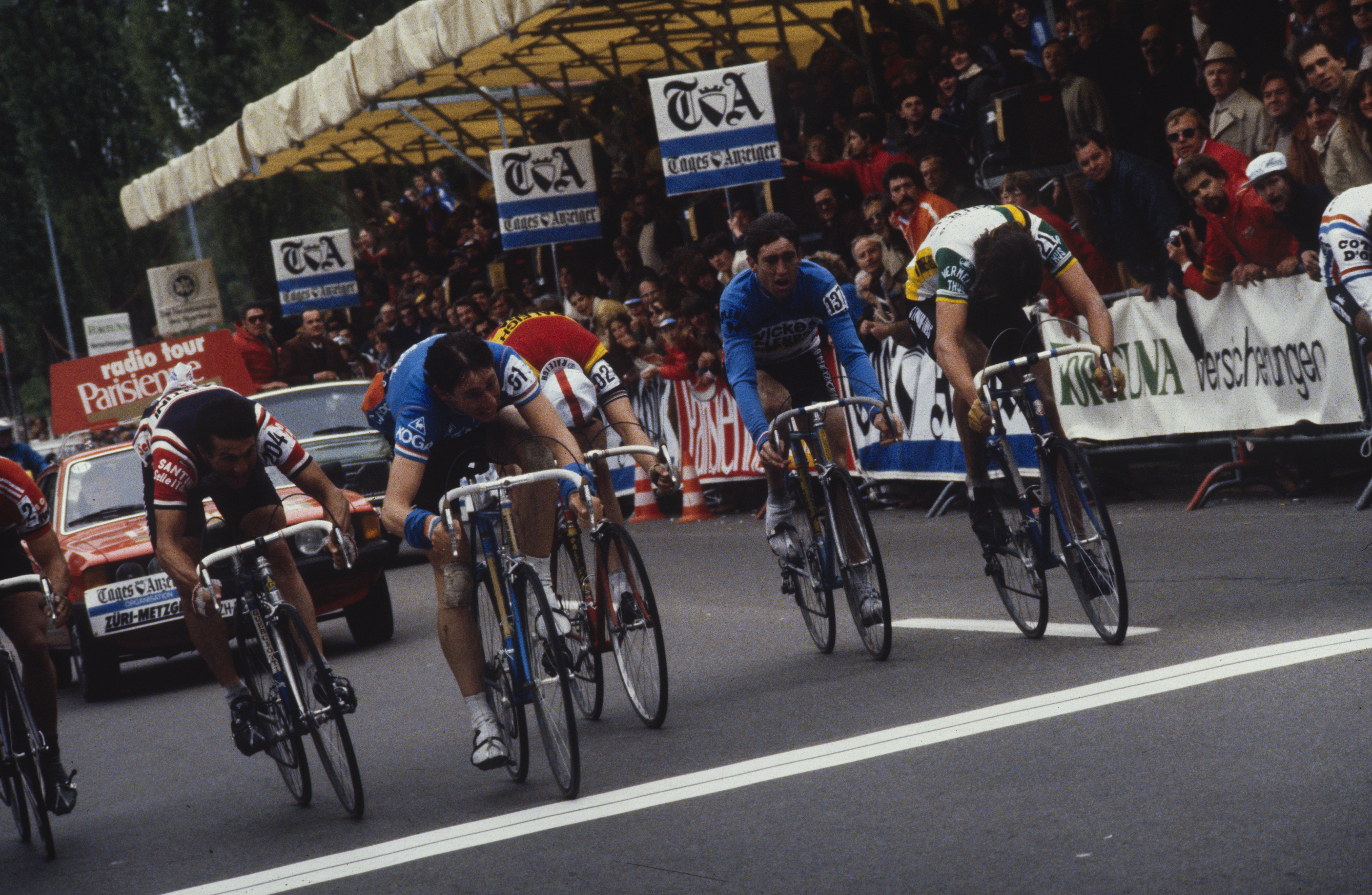
Züri Metzgete 1981: Duell an der Ziellinie

Die Meisterschaft von Zürich (zwischenzeitlich GP Suisse), auch Züri Metzgete genannt, war ein bis 2014 ausgetragenes Schweizer Eintagesrennen im Strassenradsport. Der volkstümliche Name Züri-Metzgete (etwa: Zürcher Schlachtfest) ist eine Anspielung auf die harten Umstände, mit denen die Radfahrer anfangs zu kämpfen hatten sowie auf die schweren Massenstürze mit zahlreichen offenen Wunden.

## Geschichte
Die Ursprünge der Meisterschaft liegen im Jahr 1910, als das Rennen für Amateure ausgetragen wurde. Start und Ziel des ersten Rennens über 50 Kilometer war in Schwamendingen. Erster Sieger war Paul Suter. Regelmässig wurde der Wettbewerb ab 1917 ausgetragen, nachdem der sich veranstaltende RC Westfalen Zürich mit der Radfahrer-Union Zürich und dem Racing-Club zum Radfahrer-Verein Zürich (RVZ) zusammengeschlossen hatte.
Das Rennen fand zunächst Anfang Mai und dann bis 2004 jährlich im August in Zürich statt, jedoch bedingt durch die Umgestaltung des Rennkalenders der UCI wurde es seit 2005 Anfang Oktober ausgetragen. Es war bis 2004 Teil des zehn Rennen umfassenden Rad-Weltcups. Nach dessen Ende gehörte es 2005 und 2006 zur neu eingeführten UCI ProTour, einer bis 2010 durch die UCI veranstalteten Serie der wichtigsten Radrennen des Jahres.
Im April 2007 wurde bekannt, dass die Organisatoren nicht genügend Sponsoren gewinnen konnten, um das Budget von 1,2 Millionen Schweizer Franken abzudecken, weshalb das Rennen im Oktober 2007 nicht stattfinden konnte. Seit 2008 wurde das Rennen als Amateur- und Volksanlass veranstaltet und hiess EKZ Züri Metzgete respektive EKZ Volksmetzgete. Am 5. September 2014 fand das Rennen unter dem Motto «100 Jahre Züri-Metzgete» letztmals statt.
Rekordsieger ist der Schweizer Heiri Suter, der die Metzgete zwischen 1919 und 1929 sechs Mal gewann.

## Strecke
Die erste Austragung 1910 führte von Schwamendingen über Uster, Wermatswil, Fehraltorf, Illnau, Gutenswil, Volketswil, Hegnau wieder nach Schwamendingen. Die Meisterschaft von Zürich wurde während der verschiedenen Austragungen auf verschiedenen Strecken veranstaltet. Zunächst war der Sihlquai Start- und Zielbereich. Am Ende der 50er-Jahre zogen Start- und Ziel zur Hardturmstrasse beim Hardturmstadion um. Später war die Zielanlage in Neu-Affoltern. Die Strecken führten anfangs durch das Zürcher Oberland mit Zusatzrunden, später verlief eine 48 km lange Schlaufe im Zürcher Unterland. Der schwierigste Anstieg war jahrelang der «Pfannenstiel». Nach 1999 wurde wieder ein Rundkurs von 72,5 Kilometern und anschliessenden vier Runden von 42 Kilometern auf Zürcher Gebiet mit insgesamt 3318 Höhenmetern gefahren.
Nach einem Jahr Unterbruch und dem Neubeginn im Jahr 2008 als EKZ Züri Metzgete wurde das Rennen mit Start und Ziel in Buchs ZH auf einem 49 km langen Parcours im Zürcher Unterland ausgetragen, der mit dem «Siglistorfer» und dem «Regensberger» die zwei während Jahrzehnten befahrenen Steigungen enthielt. Das Handicaprennen der Amateure/Elite führte über drei, die EKZ Volksmetzgete über zwei Runden.

## Palmarès
| Jahr                    | Sieger                | Zweiter                    | Dritter                |          |
| ----------------------- | --------------------- | -------------------------- | ---------------------- | -------- |
| 1914                    | Henri Rheinwald       | Otto Wiedmer               | Robert Chopard         |          |
| 1915                    | abgesagt              | abgesagt                   | abgesagt               | abgesagt |
| 1916                    | abgesagt              | abgesagt                   | abgesagt               | abgesagt |
| 1917                    | Charles Martinet      | Joseph Zorloni             | Pasquale Valentini     |          |
| 1918                    | Anton Sieger          | Jakob Sieger               | Heinrich Wegmann       |          |
| 1919                    | Heiri Suter           | Emil Strasser              | Hans Lienhard          |          |
| 1920                    | Heiri Suter           | Joseph Zorloni             | Francois Francescone   |          |
| 1921                    | Riccardo Maffeo       | Aldo Bani                  | Alfred Dätwiler        |          |
| 1922                    | Heiri Suter           | Hermann Gehrig             | Louis Krauss           |          |
| 1923                    | Adolf Huschke         | Heiri Suter                | Kastor Notter          |          |
| 1924                    | Heiri Suter           | Kastor Notter              | Max Suter              |          |
| 1925                    | Hans Kaspar           | Henri Reymond              | Marcel Perrière        |          |
| 1926                    | Albert Blattmann      | Otto Lehner                | Oskar Tietz            |          |
| 1927                    | Kastor Notter         | Oskar Tietz                | Felix Manthey          |          |
| 1928                    | Heiri Suter           | Albert Meyer               | Henri Reymond          |          |
| 1929                    | Heiri Suter           | Ludwig Geyer               | Jozef Zind             |          |
| 1930                    | Omer Taverne          | Désiré Louesse             | Max Bulla              |          |
| 1931                    | Max Bulla             | Karl Altenburger           | Albert Büchi           |          |
| 1932                    | August Erne           | Alfred Bula                | Karl Altenburger       |          |
| 1933                    | Walter Blattmann      | Alfred Bula                | Willy Kutschbach       |          |
| 1934                    | Paul Egli             | August Erne                | Alfred Bula            |          |
| 1935                    | Paul Egli             | Leo Amberg                 | Walter Blattmann       |          |
| 1936                    | Werner Buchwalder     | Jean Wauters               | August Erne            |          |
| 1937                    | Leo Amberg            | Edgar Buchwalder           | Werner Buchwalder      |          |
| 1938                    | Hans Martin           | Walter Blattmann           | Paul Egli              |          |
| 1939                    | Karl Litschi          | Werner Buchwalder          | Walter Gross           |          |
| 1940                    | Robert Zimmermann     | Walter Diggelmann          | Rudolf Breitenmoser    |          |
| 1941                    | Walter Diggelmann     | Hans Maag                  | Paul Egli              |          |
| 1942                    | Paul Egli             | Walter Diggelmann          | Hans Knecht            |          |
| 1943                    | Ferdy Kübler          | Kurt Zaugg                 | Walter Diggelmann      |          |
| 1944                    | Ernst Näf             | Ernst Kuhn                 | Hans Knecht            |          |
| 1945                    | Leo Weilenmann        | Hans Maag                  | Ernst Näf              |          |
| 1946                    | Gino Bartali          | Fausto Coppi               | Hans Bolliger          |          |
| 1947                    | Charles Guyot         | Renzo Zanazzi              | Ferdy Kübler           |          |
| 1948                    | Gino Bartali          | Ernst Stettler             | Hans Schütz            |          |
| 1949                    | Fritz Schär           | Camille Danguillaume       | Gottfried Weilenmann   |          |
| 1950                    | Fritz Schär           | Ferdy Kübler               | Désiré Keteleer        |          |
| 1951                    | Jean Brun             | Fritz Schär                | Hans Sommer            |          |
| 1952                    | Hugo Koblet           | Carlo Clerici              | Fritz Schär            |          |
| 1953                    | Eugen Kamber          | Armando Para               | Carlo Clerici          |          |
| 1954                    | Hugo Koblet           | Eugen Kamber               | Jean Brun              |          |
| 1955                    | Max Schellenberg      | Carlo Lafranchi            | Roland Callebout       |          |
| 1956                    | Carlo Clerici         | Giuseppe Cainero           | Heinz Graf             |          |
| 1957                    | Hennes Junkermann     | Riccardo Filippi           | Ludo van der Elst      |          |
| 1958                    | Giuseppe Cainero      | Hennes Junkermann          | Heinz Graf             |          |
| 1959                    | Angelo Conterno       | Heinz Graf                 | Otto Altweck           |          |
| 1960                    | Fredy Rüegg           | Alcide Vaucher             | Arigo Padovan          |          |
| 1961                    | Rolf Maurer           | Heinz Graf                 | André Noyelle          |          |
| 1962                    | Jan Janssen           | Marcel Ongenae             | Raf Gijsel             |          |
| 1963                    | Franco Balmamion      | Angelo Conterno            | Vendramino Bariviera   |          |
| 1964                    | Guido Reybrouck       | Gastone Nencini            | Robert Hintermüller    |          |
| 1965                    | Franco Bitossi        | Roland Zöffel              | Jan Hugens             |          |
| 1966                    | Italo Zilioli         | Luciano Armani             | Francis Blanc          |          |
| 1967                    | Robert Hagmann        | Paul Zollinger             | Louis Pfenninger       |          |
| 1968                    | Franco Bitossi        | Valère Van Sweevelt        | Marino Basso           |          |
| 1969                    | Roger Swerts          | Eddy Beugels               | Roger De Vlaeminck     |          |
| 1970                    | Walter Godefroot      | Frans Mintjens             | André Dierickx         |          |
| 1971                    | Herman Van Springel   | Romano Tumellero           | Roland Berland         |          |
| 1972                    | Willy Van Neste       | Victor Van Schil           | André Poppe            |          |
| 1973                    | André Dierickx        | Hennie Kuiper              | Lucien De Brauwere     |          |
| 1974                    | Walter Godefroot      | Gustaaf Van Roosbroeck     | Frans Verbeeck         |          |
| 1975                    | Roger De Vlaeminck    | Eddy Merckx                | Francesco Moser        |          |
| 1976                    | Freddy Maertens       | Roger De Vlaeminck         | Walter Godefroot       |          |
| 1977                    | Francesco Moser       | Ronny De Witte             | Walter Godefroot       |          |
| 1978                    | Dietrich Thurau       | Francesco Moser            | Gustaaf Van Roosbroeck |          |
| 1979                    | Giuseppe Saronni      | Francesco Moser            | Marc Demeyer           |          |
| 1980                    | Gery Verlinden        | Jean-Philippe Vandenbrande | Stefan Mutter          |          |
| 1981                    | Beat Breu             | Henry Rinklin              | Daniel Willems         |          |
| 1982                    | Adrie van der Poel    | Hubert Seiz                | Tommy Prim             |          |
| 1983                    | Johan van der Velde   | Gilbert Glaus              | Frits Pirard           |          |
| 1984                    | Phil Anderson         | Hubert Seiz                | Pierino Gavazzi        |          |
| 1985                    | Ludo Peeters          | Mario Beccia               | Steve Bauer            |          |
| 1986                    | Acácio da Silva       | Steve Bauer                | Adrie van der Poel     |          |
| 1987                    | Rolf Gölz             | Raúl Alcalá                | Camillo Passera        |          |
| 1988                    | Steven Rooks          | Rolf Sørensen              | Tony Rominger          |          |
| 1989                    | Steve Bauer           | Acácio da Silva            | Rolf Gölz              |          |
| 1990                    | Charly Mottet         | Greg LeMond                | Claudio Chiappucci     |          |
| 1991                    | Johan Museeuw         | Laurent Jalabert           | Maximilian Sciandri    |          |
| 1992                    | Wjatscheslaw Jekimow  | Lance Armstrong            | Jan Nevens             |          |
| 1993                    | Maurizio Fondriest    | Charly Mottet              | Bruno Cenghialta       |          |
| 1994                    | Gianluca Bortolami    | Johan Museeuw              | Maurizio Fondriest     |          |
| 1995                    | Johan Museeuw         | Gianni Bugno               | Giorgio Furlan         |          |
| 1996                    | Andrea Ferrigato      | Michele Bartoli            | Johan Museeuw          |          |
| 1997                    | Davide Rebellin       | Jan Ullrich                | Rolf Sørensen          |          |
| 1998                    | Michele Bartoli       | Frank Vandenbroucke        | Salvatore Commesso     |          |
| 1999                    | Grzegorz Gwiazdowski  | Sergio Barbero             | Andreï Tchmil          |          |
| 2000                    | Laurent Dufaux        | Jan Ullrich                | Francesco Casagrande   |          |
| 2001                    | Paolo Bettini         | Jan Ullrich                | Fernando Escartín      |          |
| 2002                    | Dario Frigo           | Paolo Bettini              | Lance Armstrong        |          |
| 2003                    | Daniele Nardello      | Jan Ullrich                | Paolo Bettini          |          |
| 2004                    | Juan Antonio Flecha   | Paolo Bettini              | Jérôme Pineau          |          |
| 2005                    | Paolo Bettini         | Fränk Schleck              | Lorenzo Bernucci       |          |
| 2006                    | Samuel Sánchez        | Stuart O’Grady             | Davide Rebellin        |          |
| 2007                    | abgesagt              | abgesagt                   | abgesagt               | abgesagt |
| nur noch für Fahrer U23 |                       |                            |                        |          |
| 2008                    | Nico Keinath          | Michael Randin             | Matthias Brändle       |          |
| 2009                    | Stefan Trafelet       | Pirmin Lang                | Steve Bovay            |          |
| 2010                    | Pirmin Lang           | Sven Schelling             | Christian Heule        |          |
| 2011                    | Bernhard Oberholzer   | Dominik Fuchs              | Pirmin Lang            |          |
| 2012                    | Sébastien Reichenbach | Jonathan Fumeaux           | Michael Bär            |          |
| 2013                    | Costa Seibeb          | Mirco Saggiorato           | Dominik Fuchs          |          |
| 2014                    | Fabian Lienhard       | Nico Brüngger              | Lukas Spengler         |          |